# Zoya Spasovkhodskaya
Zoya Spasovkhodskaya (Unión Soviética, 31 de marzo de 1949) fue una atleta soviética especializada en la prueba de heptalón, en la que consiguió ser medallista de bronce europea en 1974.

## Carrera deportiva
En el Campeonato Europeo de Atletismo de 1974 ganó la medalla de bronce en el heptalón, con una puntuación de 4550 puntos, siendo superada por su compatriota soviética Nadezhda Tkachenko (oro con 4776 puntos) y la alemana Burglinde Pollak (plata con 4678 puntos).